# Turystyka w Niemczech
Turystyka w Niemczech obejmuje dwa powiązane ze sobą sektory:
- krajowy ruch turystyczny, do którego zaliczani są turyści krajowi i zagraniczni odwiedzający Niemcy
- ruch turystyczny generowany przez Niemców w kraju i zagranicą

Niemcy posiadają jako cel turystyczny wiele zalet, do których należą: górzyste tereny (Alpy i góry średniej wysokości), pojezierne i rzeczne krajobrazy, wybrzeże i wyspy Morza Północnego oraz Bałtyckiego, liczne zabytki kulturowe, duża liczba historycznych miast oraz rozwinięta infrastruktura. Zaletą jest również centralne położenie w Europie. Ponad 30 milionów zarezerwowanych noclegów rocznie czyni Niemcy jednym z najczęściej odwiedzanych państw świata.

## Historia
Już starożytni Rzymianie używali germańskich źródeł leczniczych i zakładali osady z termami, do których należą np. Aquae Granni (Akwizgran) i Aquae Mattiacorum (Wiesbaden). Po roku 1520 zaczęły powstawać w wyniku praktyk balneologicznych pierwsze niemieckie uzdrowiska lecznicze, jak np. Bad Kissingen. Nowoczesne uzdrowiska na wybrzeżu i w głębi kraju zaczęły się pojawiać przede wszystkim w XIX wieku i stanowiły cele urlopowe dla europejskiej elity. Należały do nich między innymi takie miejscowości uzdrowiskowe jak Baden-Baden, Bad Ems, Bad Pyrmont, Wiesbaden oraz kąpieliska lecznicze nad wybrzeżem Morza Bałtyckiego jak Binz, Heiligendamm, Heringsdorf, Kühlungsborn, Travemünde i Sassnitz.
Po II wojnie światowej rozwinęła się w Niemczech turystyka masowa. W NRD była ona organizowana przez Wolne Niemieckie Związki Zawodowe. Po zjednoczeniu Niemiec wzrosło wyraźnie znaczenie międzynarodowej turystyki w tym kraju, przede wszystkim w nowo przyłączonych wschodnich krajach związkowych. ITB Berlin jest wiodącą międzynarodową giełdą turystyczną.

## Turyści w Niemczech
Większość turystów w Niemczech to sami Niemcy (krajowi turyści). Łącznie najwięcej odwiedzających przyciąga Bawaria. Najczęstszym celem podróży turystów krajowych jest natomiast Meklemburgia-Pomorze Przednie, która odnotowuje jednocześnie w skali kraju największy wzrost liczby zagranicznych turystów.
Ta dziedzina turystyki jest również nazywana Incoming.

### Liczba turystów w poszczególnych regionach i kraj ich pochodzenia
Liczba turystów w poszczególnych regionach i kraj ich pochodzenia w roku 2013
| Kraj związkowy                             | Noclegi w mln | Państwo pochodzenia | Noclegi w mln |
| ------------------------------------------ | ------------- | ------------------- | ------------- |
| Bawaria                                    | 84,2          | Niemcy              | 411,8         |
| Badenia-Wirtembergia                       | 47,8          | Zagranica, z tego:  | 71,9          |
| Nadrenia Północna-Westfalia                | 46,1          | Holandia            | 10,8          |
| Dolna Saksonia                             | 39,9          | Szwajcaria          | 5,5           |
| Hesja                                      | 30,3          | USA                 | 4,9           |
| Meklemburgia-Pomorze Przednie              | 28,2          | Wielka Brytania     | 4,9           |
| Berlin                                     | 26,9          | Włochy              | 3,5           |
| Szlezwik-Holsztyn                          | 24,8          | Austria             | 3,4           |
| Nadrenia-Palatynat                         | 21,0          | Francja             | 3,1           |
| Saksonia                                   | 18,3          | Dania               | 3,0           |
| Hamburg                                    | 11,6          | Belgia              | 2,9           |
| Brandenburgia                              | 11,5          | Rosja               | 2,6           |
| Turyngia                                   | 9,5           | Polska              | 2,2           |
| Saksonia-Anhalt                            | 7,1           | Hiszpania           | 2,0           |
| Saara                                      | 2,6           | Chiny               | 1,7           |
| Brema                                      | 2,1           | Szwecja             | 1,7           |
| Źródło: Federalny Urząd Statystyczny, 2013 |               |                     |               |

### Infrastruktura
Około 4000 z 12 431 gmin w Niemczech jest zrzeszonych w związkach turystycznych, z czego 210 jest uznawanych za zdrojowiska, uzdrowiska nadmorskie i kurorty. Odwiedzający mają do dyspozycji między innymi 6135 muzeów, 360 teatrów, 34 parki rekreacyjne, 45 000 kortów tenisowych, 648 pól golfowych, 122 parki narodowe i krajobrazowe, sieć szlaków pieszych o długości około 190 000 km oraz 40 000 km szlaków rowerowych. Oferta ta jest dodatkowo uzupełniana licznymi trasami wycieczkowymi o charakterze tematycznym.

### Znaczenie gospodarcze
Turystyka stanowi w Niemczech zarówno w regionach wiejskich, jak i miejskich, ważną gałąź gospodarki. Obok branży gastronomicznej i hotelowej zyski z turystyki czerpią również handel detaliczny, przedsiębiorstwa usługowe oraz oferenci usług rozrywkowych.
Branża turystyczna w Niemczech zatrudnia 2,8 miliona ludzi i osiąga obroty w wysokości 140 miliardów euro. 125,3 mln gości (101,5 mln turystów krajowych, 23,5 mln zagranicznych) zarezerwowało 351,4 mln noclegów (z tego 298,5 mln zostało zarezerwowanych przez turystów krajowych i 52,9 mln przez turystów zagranicznych) w 54,166 ośrodkach noclegowych z około 2,6 mln łóżek.

### Rodzaje turystyki

#### Turystyka wodna
Turystyka kąpieliskowa i sporty wodne mają duże znaczenie na wybrzeżach i wyspach mórz Północnego i Bałtyckiego – przede wszystkim w niemieckich kurortach nadmorskich. Ponadto odgrywają one znaczącą rolę nad takimi śródlądowymi zbiornikami wodnymi jak Müritz w Mecklenburger Seenland, Jeziorem Bodeńskim, Plauer See, Schweriner See, Chiemsee, Kummerower See czy Starnberger See.

#### Turystyka piesza i górska
Dla aktywnych urlopowiczów góry odgrywają znaczącą rolę zarówno w zimę (sporty zimowe), jak i w lato (wędrówki górskie, wspinaczka górska, kolarstwo górskie). Najwyższe szczyty Niemiec leżą w Alpach Bawarskich i Algawskich. Góry średniej wysokości, jak na przykład Las Bawarski, Schwarzwald, Harz czy Rhön, stanowią cel wędrówki pieszych turystów. Również płaskie obszary, jak klifowe wybrzeże Rugii czy pagórkowate tereny na Pojezierzu Meklemburskim, będące pozostałością epoki lodowcowej, stanowią popularne cele wędrówki wśród pieszych turystów.

#### Turystyka kulturowa i miejska
Turystyka miejska obejmuje przede wszystkim duże oraz pojedyncze, popularne wśród turystów miasta. Istnieje tutaj płynne przejście do turystyki kulturowej, której centralnym punktem są muzyczne i teatralne wydarzenia oraz imprezy okolicznościowe czy festiwale. Najbardziej wartościowe historycznie miasta, jak Heidelberg, Bamberg, Lubeka, Ratyzbona, Rothenburg ob der Tauber czy Stralsund, oraz największe miasta Niemiec, jak Berlin, Hamburg czy Monachium, przyciągają szczególnie turystów z całego świata.
Zwiedzający zatrzymują się w miastach zazwyczaj dużo krócej niż w wiejskich miejscowościach turystycznych, wydają tam za to jednak średnio więcej pieniędzy dziennie niż na wsi.

#### Turystyka rowerowa
Turystyka rowerowa jest popularną formą aktywnego wypoczynku. W Niemczech istnieje wiele doskonale rozbudowanych szlaków rowerowych.
Rozróżnia się dwa rodzaje wypraw rowerowych: wyprawa rowerowa składająca się z wielu etapów, której uczestnicy poruszają się z jednego miejsca noclegowego do następnego; oraz wycieczki rowerowe, które zaczynają się zawsze w tym samym miejscu kwaterunkowym (nazywane po niemiecku również Sternfahrt).

#### Turystyka zakupowa
Turystyczny ruch handlowy odbywa się między innymi na płaszczyźnie regionalnej, np. ze wsi i małych miejscowości do głównych miast lub metropolii danego regionu.
Oprócz tego turystyka handlowa ma miejsce również w obszarach przygranicznych, czego powodem są różnice w cenach i rodzaju oferowanego asortymentu między sąsiadującymi państwami. Przykładem jest miasto Flensburg, leżące bezpośrednio przy duńskiej granicy. Z powodu stosunkowo niskiego opodatkowania produktów w Niemczech Skandynawowie wybierają się tam często na zakupy. Na skutek tego w przygranicznych centrach handlowych we Flensburgu i okolicach rozmawia się po duńsku, a niemieccy handlarze nazywają swoje placówki handlowe „Scandinavian Park” czy „Dansk Vinlager”. Tym samym podkreślają swoje przygotowanie na kontakt z duńskimi klientami.
Centra outletowe w całych Niemczech przyciągają również klientów ze wszystkich państw Unii Europejskiej do takich miast jak Metzingen czy Ingolstadt.

#### Inne rodzaje turystyki
- Turystyka służbowa i kongresowa odbywa się przede wszystkim w centrach gospodarczych. Niemcy są w skali światowej najbardziej znaczącą lokalizacją imprez targowych.

- Podróże organizowane dla dzieci i młodzieży są w Niemczech silnie rozwijającym się sektorem turystyki. Istnieje dobrze rozwinięta sieć schronisk, hosteli czy obozów wakacyjnych oraz ofert międzynarodowej wymiany dla młodzieży. Tzw. BundesForum dla podróży dzieci i młodzieży jest centralną organizacją reprezentującą tę branżę w Niemczech.

- Turystyka zdrowotna jest oferowana przede wszystkim w miejscowościach uzdrowiskowych. Obok zdrowotnego programu są również oferowane pobyty w ośrodkach poprawiających kondycję fizyczną i psychiczną.

- Agroturystyka zyskuje na znaczeniu w czasach rosnącej świadomości ekologicznej.

## Niemieccy turyści
W roku 2004 Niemcy przedsięwzięli 274 mln podróży, z czego 73% odbyło się w kraju. Przy tym zarezerwowali 1,4 mld noclegów i wydali 120 mld euro, z czego 61,4 mld za granicą.
65 mln powyższych podróży było tzw. podróżami urlopowymi (cel: wypoczynek; najkrótszy czas trwania: 4 noclegi). 48,1 mln Niemców powyżej 14. roku życia wzięło udział w przynajmniej jednej podróży urlopowej, co odpowiada częstotliwości podróżowania w wysokości 74,4%.
Najbardziej popularnym celem podróży były przy tym same Niemcy, które zostały odwiedzone przez 30,8%, z czego 6,7 punktów procentowych przypadło na Meklemburgię-Pomorze Przednie i Bawarię. Następnymi najchętniej odwiedzanymi celami urlopowymi były Hiszpania z 13,6%, Włochy z 7,4%, Austria z 6,5% i Turcja z 6,4%. Łącznie 6,1% przypadło na dalekie podróże, czyli takie, których cele znajdowały się poza Europą.
Dobry i uczciwy stosunek ceny do oferowanych usług jest dla więcej niż ¾ Niemców głównym wymaganiem przy planowaniu podróży. Ponadto słońce, zdrowy klimat oraz ładne otoczenie mają dla Niemców większe znaczenie niż materialne elementy podróży, jak np. wieczorne rozrywki, dobre możliwości robienia zakupów, program zakładający aktywny wypoczynek lub wellness czy ofertę kulturową. Niemieccy turyści cenią sobie podczas podróżowania przede wszystkim przyjemną atmosferę, gościnność i harmoniczną komunikację z towarzyszami podróży.
W przypadku 48% podróży niemieccy turyści przybywali na miejsce docelowe i odjeżdżali samochodem osobowym, 36% poruszało się samolotem, 10% autobusem, a 6% koleją. Głównymi krajami docelowymi, do których turyści przemieszczali się samochodem osobowym były: Dania, Włochy, Chorwacja, Austria, Szwajcaria i Węgry. Średnia długość podróży wynosiła 12,9 dnia, a średnie koszty 812 euro na osobę.
Ta dziedzina turystyki jest również nazywana Outgoing.

## Statystyka turystyczna
Przedsiębiorstwa hotelowe w Niemczech (w Austrii i Szwajcarii również) zobowiązane są ustawowo do przekazywania gminie lub administracji miasta informacji o liczbie odwiedzających i zarezerwowanych przez nich noclegów (lista jest uporządkowana według kraju pochodzenia turystów). Na podstawie uzyskanych informacji tworzone jest przez urzędy statystyczne poszczególnych krajów związkowych i urząd federalny zestawienie wyników z całego kraju. Wyniki te są następnie publikowane w raporcie federalnego urzędu statystycznego.
Dane te uzupełniane są informacjami o ilości oferowanych łóżek lub – jak w przypadku miejsc kempingowych – miejsc postojowych. W przypadku przedsiębiorstw branży hotelowej (hoteli, hoteli typu „Bed and Breakfest”, zajazdów i pensjonatów) jest również do 31 lipca każdego roku określana liczba oferowanych pokoi gościnnych.
W celu odciążenia branży hotelowej o podanie informacji są jedynie proszone przedsiębiorstwa, które mogą jednocześnie pomieścić więcej niż 8 gości.
Informacje o podróżniczych preferencjach Niemców podaje statystyka turystycznego popytu. W ankietach telefonicznych co kwartał Niemcy pytani są zarówno o podróże urlopowe i wyjazdy wypoczynkowe (czas trwania: 5 lub więcej dni), jak i o krótkie podróże (czas trwania: 2 do 4 dni) oraz wyjazdy służbowe. Rocznie zbierane są od około 10.000 podróżujących informacje o ich celach podróży, liczbie noclegów i wydatków na podróż.

## Trendy
Internet
Bardzo często turyści używają Internetu przy rezerwacji podróży. Przed rezerwacją wiele turystów informuje się o swoim celu podroży i miejscowych hotelach poprzez komentarze internetowe innych podróżujących. Rezerwacje następują dużo częściej krótkoterminowo niż z wyprzedzeniem. Poza szeroko rozpowszechnionymi drukowanymi przewodnikami turystycznymi (np. Baedeker, Marco Polo, Michelin czy Varta), na znaczeniu zyskują również szeroko dostępne portale internetowe, jak np. Wikivoyage czy Virtualtourist oraz platformy zajmujące się porównywaniem i ocenianiem poszczególnych lokalizacji, jak np. trivago, Opodo, Expedia, TripAdvisor lub Holidaycheck. Portale rezerwacyjne, do których należą między innymi HRS, Hotel-ami, KAYAK, Unister, Travel24.com czy hotel.de są częściej używane do rezerwacji hotelowych niż klasyczne biura podróży, które jednak w dalszym ciągu odgrywają dużą rolę przy rezerwacji ofert indywidualnych i kompletnych pakietów podróżniczych. Również urlopowe aktywności i zwiedzanie planowanych miejsc są często zamawiane przez Internet, np. przez GetYourGuide.
Widoczne na diagramie zainteresowanie poszczególnymi lokalizacjami w ciągu pewnego okresu czasowego jest określane na podstawie wpisywanych w Google haseł:
- Google Trends

Tutaj wyraźnie widać, że w kwietniu wzrasta liczba ludzi szukających odpowiednich dla nich celów urlopowych i osiąga ona najwyższą wartość w lato.

## Najpopularniejsze zabytki
Niemiecka Centrala Turystyki podaje co roku 100 najchętniej odwiedzanych zabytków Niemiec. Ankietowani są przy tym wyłącznie zagraniczni turyści. Najczęściej odwiedzane obiekty w roku 2015 to kolejno:
1. Europa-Park w Rust
2. zamek Neuschwanstein
3. znajdująca się na liście światowego dziedzictwa UNESCO Katedra św. Piotra i Najświętszej Marii Panny w Kolonii
4. stare miasto i Zamek w Heidelbergu
5. Brama Brandenburska
6. stare miasto w Rothenburg ob der Tauber
7. Jezioro Bodeńskie wraz z wyspą Mainau
8. Zugspitze
9. Mur Berliński
10. Szlak Romantyczny
11. Parki krajobrazowe w Schwarzwaldzie
12. Königssee w Berchtesgaden
13. Zamek w Norymberdze
14. Oktoberfest w Monachium
15. Kościół Marii Panny w Dreźnie
16. Region winiarski nad Mozelą
17. Gmach parlamentu Rzeszy w Berlinie
18. Berchtesgaden
19. Park narodowy Saska Szwajcaria
20. Wyspa Rugia
21. skała Loreley znajdująca się w uznanej za światowe dziedzictwo UNESCO Dolinie środkowego Renu
22. stare miasto w Dreźnie
23. Park Narodowy Brocken
24. Jarmark Dzieciątka Jezus w Norymberdze
25. stare miasto w Ratyzbonie znajdujące się na liście światowego dziedzictwa UNESCO
26. Katedra Najświętszej Marii Panny we Fryburgu Bryzgowijskim
27. Pałac Sanssouci w Poczdamie
28. jezioro Chiemsee z wyspą Herrenchiemsee
29. Opactwo Maulbronn
30. Speicherstadt w Hamburgu